# Acanthochondria clavata
Acanthochondria clavata is een eenoogkreeftjessoort uit de familie van de Chondracanthidae. De wetenschappelijke naam van de soort is voor het eerst geldig gepubliceerd in 1896 door Bassett-Smith.